# Margalits Ede
Margalits Ede (Zágráb, 1849. március 17. – Zombor, 1940. június 23.) bölcseleti doktor, filológus, egyetemi tanár, fordító, író.

## Élete
Középiskolát 1860-1866 között Baján és Kalocsán végezte.
Egyetemi tanulmányait Bécsben és Párizsban végezte. 1870-ben a bajai állami tanitóképzőben a vidéki szláv nyelvek rendes tanára lett. 1871-től a bajai királyi főgimnáziumban a magyar irodalom tanára lett, 1875-ben a budapesti egyetemen bölcsészdoktori oklevelet szerzett. 1885-ben a zombori gimnázium igazgatója, ahol egyben a Bács-bodrogmegyei történelmi társulat titkára is volt. 1891-ben a budapesti horvát internátus igazgatója, 1895-ben a budapesti egyetemen a horvát nyelv és irodalom rendkívüli tanára lett. 1899-ben kinevezték az egyetem rendes tanárává. A budapesti Pázmány-egyesület elnöke. 1915-ös nyugalomba vonulása után Zomborban élt.
Fordított horvátból és szerbből (Csengics Szmail aga halála; A rigómezei ütközet; de különösen a Marko királyfiról szóló híres délszláv balladák fordítása). Közrebocsátott horvát-magyar s magyar-horvát zsebszótárt, horvát történeti repertoriumot, de munkássága értékes részét képezi a közmondás- és szólásmódgyűjteménye: Bácskai közmondások és szólásmódok, Magyar közmondások és közmondásszerű szólások (20.000 szólás, megjelölve legrégibb nyomukat és lényegesen kibővítve az addigi anyagot).
A Bajai Közlöny című lap munkatársa volt, 1878-ban a lap felelős szerkesztője.

## Kitüntetései
- 1884 Koronás arany érdemkereszt

## Művei
- 1875 Egy lap Baja szabad királyi város történetéből https://mek.oszk.hu/13800/13875/13875.pdf
- 1873 Az ellenállás és rombolás ösztöne. Bajai r. kath. főgymnasium Értesítője.
- 1875 A házi és iskolai nevelés. Bajai r. kath. főgymnasium Értesítője.
- 1875 Párhuzam Vörösmarty és Arany mint eposköltők között. Baja.
- 1876 Lucanus Pharsaliája. Baja.
- 1876 Emlébeszéd deák ferenc felett. Baja[4]
- 1877 Bácskai közmondások és szólásmódok. Baja.
- 1878 Latin-magyar közmondások. Magyar Nyelvőr.
- 1880 Eposzok tervrajzai. Zombori áll. főgymnasium Értesítője.
- 1881 Hősi eposzok meséi, Gerusalemme liberata, Lusiadas, Zrinyiász, Zalán futása. Zombori áll. főgymnasium Értesítője.
- 1881 Középtanodai segédkönyv. Hősi eposok meséi. Zombor.
- 1881 Emlékbeszéd Deák Ferencz felett. Zombor. (2. kiadás).
- 1882 könyismertetés. Egyetemes Philologiai Közlöny.
- 1893 könyvismertetés. Katholikus Szemle.
- 1884 Három év után. Beszélyek és hirlapi czikkek. Zombor.
- 1885 A szerb congressus előtt. Pesti Hirlap 1885/236.
- 1893 Zrinyi Miklós a költő. Tanulmány. Budapest. (Különnyomat a Katholikus Szemléből. Ism. Magyar Szemle 39., Fővárosi Lapok 256.)
- 1894 Pater Lukács a sólyom, Slavonia felszabadítója. Budapest. (Különny. a Katholikus Szemléből).
- 1895 Florilegium proverbiorum universae latinitatis. Proverbia, proverbioles, sententiae gnomaeque classicae, mediae et infimae latinitatis. Budapest. (Ism. Egyetértés 308.)
- 1896 Csengics-Szmail aga halála. Mazsuranics Iván eposza, horvátból ford. Budapest. (Olcsó Könyvtár 362. sz. Különny. a Budapesti Szemléből.)
- 1896 Margalits Ede: Magyar közmondások és közmondásszerü szólások. Budapest. (Ism. Egyetértés 135., P. Napló 157., Egyet. Philol. Közlöny 1897, 588., Magyar Nyelvőr, Magyar Kritika 1899/7.)
- 1896 Márk királyfi (Kraljevics Márkó. Délszláv népballadák a XIV. és XV. századból. Budapest. (A Szent-István-Társulat tudom. és irod. osztályának felolvasó üléseiből 17.)
- 1896 Délszláv népballadák. Katholikus Szemle.
- 1897 Emlékbeszéd Szabó István magyar hellenista fölött. Írta és rozsnyói emlékszobra leleplezése alkalmával 1897. okt. 24. elmondta. Budapest. (Szent-István-Társulat tudom. és irod. osztályának felolvasó üléseiből 26.)
- 1897 Zrinyi Péter és Frangepán Katalin. Budapest. (Különny. a Katholikus Szemléből.)
- 1897 Pethő Gergely és Rátkay György. Katholikus Szemle.
- 1898 Kukuljevics horvát archivuma, Zrinyi a költő eddig ismeretlen levelei. Századok.
- 1898 A dalmát tengerpart: Primorje népszokásai. Ethnographia.
- 1898 beszély horvátból ford. Budapesti Szemle.
- 1899 A magyar közmondások és szólások rostája. Nyelvtudományi Közlemények.
- 1899 Horvát népszokások és babonák Belovár-Kőrösmegyében és Károlyváros vidékén. Ethnographia.
- 1899 A rigómezei ütközet. Szerb népdal a XIV. századból. Ford. Budapest.
- 1899 Horvát-magyar és magyar-horvát zsebszótár, tekintettel a két nyelv szólásaira. Budapest.
- 1899 Horvát történelmi repertórium. Budapest.
- 1900 Roskadozó kastélyok. Beszély Leskovár Jánkó után horvátból ford. Budapest. (Olcsó Könyvtár 1153-1156. Különny. a Budapesti Szemléből.)
- 1901 Magyar tudományosság. Uo. 1901. (Cikksorozat, különny. a Magyar Szemléből.)
- 1901 Kötelességek a katholikus irodalommal szemben, a Pázmány-egyesület küldöttségéhez 1900. decz. 25. beszéde. Magyar Állam 1901/25.
- 1911-1913 Sententiae in classicis latinis I-III. Budapest.
- 1918 Szerb történelmi repertorium

Szerkesztette a Bács-Bodrogmegyei történelmi társulat Évkönyve I. évfolyamát Zomborban 1885-ben.